# Jacopo Torriti
Jacopo Torriti war ein römischer Maler und Mosaikkünstler und Angehöriger des Franziskanerordens im ausgehenden 13. Jahrhundert. Seine Hauptwerke sind mehrere Mosaiken in zwei römischen Papstbasiliken (Basilicae maiores), der Lateranbasilika und der Basilika Santa Maria Maggiore, und wohl auch in der Oberkirche der Basilika San Francesco in Assisi, einer weiteren Basilica maior. Torriti war aktiv zwischen 1270 und dem Beginn des 14. Jahrhunderts und wurde wahrscheinlich in Torrita di Siena geboren.